# Huepetuhe
Huepetuhe (nombre oficial) de facto llamada Huaypetue es una localidad peruana capital del distrito de Huepetuhe ubicado en la provincia de Manu en el departamento de Madre de Dios. Es asimismo capital del distrito de Huepetuhe. Se encuentra a una altitud de 414 m s. n. m. Tenía una población de 1667 habitantes en 1993.

## Clima
| Parámetros climáticos promedio de Huepetuhe | Parámetros climáticos promedio de Huepetuhe | Parámetros climáticos promedio de Huepetuhe | Parámetros climáticos promedio de Huepetuhe | Parámetros climáticos promedio de Huepetuhe | Parámetros climáticos promedio de Huepetuhe | Parámetros climáticos promedio de Huepetuhe | Parámetros climáticos promedio de Huepetuhe | Parámetros climáticos promedio de Huepetuhe | Parámetros climáticos promedio de Huepetuhe | Parámetros climáticos promedio de Huepetuhe | Parámetros climáticos promedio de Huepetuhe | Parámetros climáticos promedio de Huepetuhe | Parámetros climáticos promedio de Huepetuhe |
| Mes                                         | Ene.                                        | Feb.                                        | Mar.                                        | Abr.                                        | May.                                        | Jun.                                        | Jul.                                        | Ago.                                        | Sep.                                        | Oct.                                        | Nov.                                        | Dic.                                        | Anual                                       |
| ------------------------------------------- | ------------------------------------------- | ------------------------------------------- | ------------------------------------------- | ------------------------------------------- | ------------------------------------------- | ------------------------------------------- | ------------------------------------------- | ------------------------------------------- | ------------------------------------------- | ------------------------------------------- | ------------------------------------------- | ------------------------------------------- | ------------------------------------------- |
| Temp. máx. media (°C)                       | 29.3                                        | 29.1                                        | 29.3                                        | 29.2                                        | 28.3                                        | 27                                          | 27                                          | 29.2                                        | 30.1                                        | 29.9                                        | 30.3                                        | 29.4                                        | 29                                          |
| Temp. media (°C)                            | 24.7                                        | 24.6                                        | 24.5                                        | 24.3                                        | 23.5                                        | 22.3                                        | 22.2                                        | 23.5                                        | 24.3                                        | 24.8                                        | 25.1                                        | 24.7                                        | 24                                          |
| Temp. mín. media (°C)                       | 20.1                                        | 20.2                                        | 19.8                                        | 19.5                                        | 18.8                                        | 17.7                                        | 17.4                                        | 17.9                                        | 18.6                                        | 19.7                                        | 19.9                                        | 20.1                                        | 19.1                                        |
| Fuente: climate-data.org                    |                                             |                                             |                                             |                                             |                                             |                                             |                                             |                                             |                                             |                                             |                                             |                                             |                                             |